# Theodore Edgar McCarrick
Theodore Edgar McCarrick (Nueva York, 7 de julio de 1930-Dittmer, Misuri, 3 de abril de 2025) fue un prelado católico estadounidense que fue arzobispo y cardenal. Fue arzobispo de Newark entre 1986 y 2000 y arzobispo de Washington entre 2000 y 2006. Fue secularizado en 2019 siendo la figura central en uno de los mayores escándalos de abusos sexuales en la historia de la Iglesia católica estadounidense. 
McCarrick llegó a ser uno de los cardenales estadounidenses más reconocidos del mundo y un prolífico recaudador de fondos. En Washington D. C. estuvo conectado con políticos prominentes y era conocido como uno de los obispos estadounidenses más progresistas, además de defensor de los católicos progresistas activos en causas de justicia social.
Se retiró como arzobispo en 2006 a los 75 años, pero siguió siendo una figura prominente en la Iglesia y mantuvo labores diplomáticas tanto en nombre de la Santa Sede como en ocasiones del Departamento de Estado de los Estados Unidos.
McCarrick estuvo involucrado en conductas sexuales con seminaristas adultos varones durante décadas, algo considerado como un secreto a voces en algunos círculos eclesiales. Aunque entre 1994 y 2008 se hicieron múltiples informes sobre la conducta de McCarrick con los seminaristas adultos a los obispos estadounidenses y a la Santa Sede, los detalles de las inclinaciones sexuales de McCarrick y las denuncias de abuso sexual contra menores varones no se conocieron públicamente hasta 2018. En junio de 2018, la Santa Sede retiró a McCarrick del ministerio público debido a acusaciones creíbles de conducta sexual inapropiada. En julio de 2018, el New York Times publicó una historia detallando un patrón de abuso sexual de seminaristas y menores de sexo masculino. La aparición de estos informes y la falta de acción de la jerarquía eclesiástica indignaron a los fieles católicos, que reclamaron acciones contra los culpables.
El papa Francisco aceptó la renuncia de McCarrick del Colegio de Cardenales en julio de 2018. Después de una investigación en la Iglesia, en febrero de 2019 fue expulsado del sacerdocio por el papa Francisco tras ser encontrado culpable de solicitación y abusos sexuales a menores y adultos, con el agravante de abuso de poder. McCarrick fue el funcionario eclesiástico de mayor jerarquía en los tiempos modernos en ser secularizado y el primer cardenal expulsado del sacerdocio por mala conducta sexual. Por los actos que cometió, llegando incluso a escribir cartas a niños y jóvenes vulnerables con los que se relacionaba para ganarse su confianza, diversos expertos en prevención de abusos lo calificaron de «depredador sexual». Varios honores que había recibido, como títulos honoríficos, fueron rescindidos.

## Sacerdocio
Fue ordenado sacerdote el 31 de mayo de 1958 para la archidiócesis de Nueva York y tiene un doctorado en sociología por la Universidad Católica de América, Washington.
Fue decano de estudiantes y director de desarrollo de la Universidad Católica de América, y más tarde presidente de la Universidad Católica de Puerto Rico, Ponce (1965-1969). Fue llamado a Nueva York en 1969 y nombrado secretario adjunto de educación y secretario personal del cardenal Terence Cooke.

## Episcopado

### Obispo auxiliar de Nueva York
El 24 de mayo de 1977 fue nombrado Obispo titular de Rusubisir y Obispo Auxiliar de la arquidiócesis de Nueva York por el papa Pablo VI. 
Recibió la Ordenación Episcopal el 29 de junio, por el Cardenal Terence Cooke, Arzobispo de Nueva York.

### Obispo de Metuchen
El 19 de noviembre de 1981, el Papa Juan Pablo II lo nombró I Obispo de la Diócesis de Metuchen .

### Arzobispo de Newark
El 30 de mayo de 1986, el Papa Juan Pablo II lo nombró IV Arzobispo Metropolitano de la arquidiócesis de Newark.
En enero de 2000, el presidente del Líbano le nombró oficial de la Orden de los Cedros del Líbano.

### Arzobispo de Washington
El 21 de noviembre de 2000, el Santo Padre Juan Pablo II lo nombró IV Arzobispo Metropolitano de la arquidiócesis de Washington. Fue instalado formalmente en la Catedral de San Mateo Apóstol el 3 de enero de 2001.
En diciembre de 2000, el presidente de los Estados Unidos le otorgó el Premio Eleanor Roosevelt de Derechos Humanos.

## Cardenalato
Fue creado y proclamado cardenal por el papa Juan Pablo II en el consistorio del 21 de febrero de 2001, con el título de Santi Nereo e Achilleo (Santos Nereo y Aquileo).
El cardenal McCarrick fue uno de 115 cardenales que participaron en el cónclave que eligió a Benedicto XVI como sucesor de Juan Pablo II en abril de 2005.

### Arzobispo emérito de Washington
Fue arzobispo emérito de Washington desde el 16 de mayo de 2006.

### Retiro como arzobispo
El 16 de mayo de 2006, el papa Benedicto XVI aceptó la renuncia del Cardenal McCarrick como Arzobispo de Washington D. C., al alcanzar el límite de edad habitual de 75 años, y designó a Donald Wuerl, Obispo de Pittsburgh, como el 6.º Arzobispo de Washington D. C. Desde el 16 de mayo de 2006, hasta la instalación de Wuerl el 22 de junio de 2006, McCarrick se desempeñó como Administrador Apostólico de la Arquidiócesis de Washington, un puesto interino.
Después de su retiro, McCarrick residió por un tiempo en el Seminario Redemptoris Mater en la arquidiócesis de Washington. Posteriormente se trasladó a la sede provincial del Instituto del Verbo Encarnado en Chillum, Maryland, en un edificio en un complejo que incluía un seminario.
McCarrick fue nombrado consejero en el Centro de Estudios Estratégicos e Internacionales en 2007.
En 2009, McCarrick presidió el servicio en la tumba del senador estadounidense Edward M. Kennedy en el Cementerio Nacional de Arlington, donde leyó una carta que Kennedy había escrito al papa Benedicto XVI. En 2015, fue uno de los co-celebrantes en el funeral del procurador general de Delaware Beau Biden, hijo del entonces vicepresidente Joe Biden.
Dentro de la Iglesia, McCarrick "siempre fue visto como una presencia moderada y centrista en la jerarquía, un pastor telegénico que podía presentar el rostro acogedor de la Iglesia, sin importar las circunstancias". El Servicio de Noticias de Religión lo identificó en 2014 como "uno de una serie de eclesiásticos mayores que fueron más o menos sacrificados durante los ocho años del pontificado de Benedicto XVI", y agregó que después de la elección del papa Francisco se encontró "nuevamente en la actualidad".  Durante su retiro, McCarrick presionó al presidente de la Cámara de Representantes, John Boehner, para que se ocupara de la reforma migratoria. McCarrick pasó una cantidad significativa de tiempo viajando y participando en diálogos interreligiosos. En abril de 2014, a petición del Departamento de Estado de EE. UU., McCarrick (junto con un musulmán y un clérigo evangélico) hizo un viaje a la República Centroafricana, un país que sufre violencia étnica e interreligiosa. En mayo de 2014, viajó con el papa Francisco a Tierra Santa. McCarrick también viajó a Armenia para hablar sobre Siria con clérigos ortodoxos orientales, Filipinas para visitar a las víctimas del tifón, China para las discusiones sobre la libertad religiosa, Irán para las conversaciones sobre la proliferación nuclear y sirvió como intermediario de la Santa Sede para las conversaciones entre Estados Unidos y Cuba.

## Procesos por mala conducta sexual

### Procesos de la Santa Sede

#### Destitución del ministerio público y renuncia a cardenal
El 20 de junio de 2018, el cardenal McCarrick fue destituido del ministerio público por la Santa Sede después de que una junta de revisión de la arquidiócesis de Nueva York encontró una denuncia "creíble y fundamentada" de que había abusado sexualmente de un monaguillo de 16 años mientras era sacerdote en Nueva York. Patrick Noaker, el abogado del denunciante anónimo, alegó dos incidentes en la Catedral de San Patricio, uno en 1971 y el otro en 1972. Noaker dijo que al medir al adolescente para una sotana, McCarrick "desabrochó los pantalones [del niño] y puso sus manos en los pantalones del niño".
McCarrick declaró que era inocente de estos cargos: "No tengo ningún recuerdo de este abuso denunciado, y creo en mi inocencia". También declaró: "En obediencia, acepto la decisión de la Santa Sede, que ya no ejercito ningún ministerio público". También el 20 de junio de 2018, el cardenal Joseph Tobin reveló que durante el ministerio de McCarrick en Nueva Jersey, había habido acusaciones de conducta sexual inapropiada con tres adultos y que dos de las denuncias habían dado lugar a acuerdos financieros confidenciales con los denunciantes.
El 5 de julio, la Universidad de Fordham rescindió un título honorífico y otros honores que había otorgado al cardenal McCarrick. La Universidad Católica de América, donde McCarrick obtuvo dos títulos y ocupó diversos cargos espirituales y administrativos, revocó el título honorífico que le otorgó en 2006.
El 16 de julio de 2018, The New York Times publicó un artículo de primera página que describe el abuso de McCarrick a los seminaristas adultos. El 19 de julio, el mismo periódico publicó un artículo basado en la historia de un hombre llamado James, cuyo apellido fue ocultado. Un hombre de Nueva Jersey cuyo tío conocía a McCarrick desde la escuela secundaria, James alegó que McCarrick había abusado sexualmente de él desde los 11 años. James había sido el primer niño que McCarrick había bautizado. James afirmó que McCarrick se había expuesto a él cuando tenía 11 años y lo había tocado sexualmente desde que tenía 13 años. Explicó que trató de contárselo a su padre un par de años más tarde, pero éste no le creyó. El 13 de noviembre, James reveló su nombre completo, James Grein y pronunció un discurso público en el "Silence Stops Now Rally" en Baltimore, donde llamó a los católicos a "reformar y recuperar a la Iglesia". Hablando sobre la supuesta mala gestión de las denuncias de los obispos católicos , dijo, "Nuestros obispos deben saber que el baile ha terminado".
El 27 de julio de 2018, el papa Francisco ordenó a McCarrick que observara "una vida de oración y penitencia en aislamiento" y aceptó su renuncia al Colegio de Cardenales. McCarrick se convirtió en la primera persona en renunciar al Colegio de Cardenales desde que el cardenal francés Louis Billot renunció en 1927 cuando rechazó una orden para retirar su apoyo a Action Française, un movimiento monárquico que el papa Pío XI había condenado. También es el primer cardenal en renunciar tras las acusaciones de abuso sexual. El papa tomó esta medida antes de que las acusaciones fueran investigadas por los funcionarios de la Iglesia, la primera vez que se emitió una orden de penitencia y oración antes de un juicio por la Iglesia. McCarrick no fue secularizado (expulsado del sacerdocio activo) hasta que se completó un juicio canónico. El 28 de julio de 2018, el Vaticano anunció que el papa Francisco había ordenado al Arzobispo McCarrick (como se le conoció) que obedeciera la "obligación de permanecer en una casa que aún no se le ha indicado" y también que observe "una vida de oración y penitencia" hasta que las acusaciones formuladas contra él sean examinadas en un juicio canónico regular ".
El 10 de septiembre de 2018, el Consejo de Cardenales expresó su apoyo al papa Francisco y emitió una declaración conjunta en la que declaraba que la Santa Sede "está trabajando en la formulación de posibles y necesarias aclaraciones".
El 5 de enero de 2019, se informó que la Santa Sede estaba investigando una tercera denuncia de conducta sexual inapropiada de McCarrick contra un menor. Se dijo que el individuo había presentado sus denuncias tres meses antes. Ahora tiene más de 40 años y se dice que estuvo conectado con McCarrick a través de amigos de la familia. La acusación está siendo investigada por la arquidiócesis de Nueva York.

#### Juicio y dimisión del estado clerical
En septiembre de 2018, McCarrick vivía en la Basílica de San Fidel en Victoria (Kansas). El papa Francisco había sentenciado a McCarrick a cumplir una vida de oración y penitencia en este lugar hasta que se completara un proceso canónico contra él. Se le prohibió participar en cualquier ministerio público. La diócesis de Salina, donde se encuentra el convento, no incurrirá en ninguno de los costos de vivienda de McCarrick.
En febrero de 2019, la Agencia de Noticias Católica informó que se había enterado de que McCarrick no había cobrado ni salario ni pensión de ninguna de las tres diócesis en las que estaba destinado, sino que tenía sus propios ingresos privados. Dijo que McCarrick era bien conocido por hacer personalmente grandes donaciones para organizaciones benéficas y proyectos. Durante las visitas al Vaticano, solía repartir sumas de dinero a los líderes de la Iglesia como regalos. Estos fueron aceptados frecuentemente. Un portavoz de la diócesis de Metuchen confirmó que McCarrick nunca había recibido una pensión de la diócesis.
El 16 de febrero de 2019, la Santa Sede anunció que McCarrick había sido privado del estado clerical, es decir, expulsado del sacerdocio activo. La Congregación para la Doctrina de la Fe (CDF), en un proceso penal de la Iglesia, encontró a McCarrick culpable de "solicitación en el Sacramento de la Confesión, y pecados contra el Sexto Mandamiento con menores y con adultos, con el agravante factor del abuso de poder." El veredicto de culpabilidad fue emitido el 11 de enero de 2019, y McCarrick apeló. La CDF rechazó la apelación el 13 de febrero y McCarrick fue notificado el 15 de febrero. El papa Francisco "reconoció el carácter definitivo de esta decisión tomada de acuerdo con la ley, lo que la convierte en una cosa juzgada (es decir, no admite ningún otro recurso)", lo que significa que es definitivo y McCarrick no tiene más oportunidades de apelar. La CDF utilizó un proceso judicial acelerado diseñado para casos en los que la evidencia es abrumadora. La ordenación de McCarrick nunca se puede deshacer de acuerdo con la ley canónica, pero McCarrick nunca podría realizar ninguna tarea sacerdotal, incluida la celebración de la misa; puede ser despojado del derecho al apoyo financiero de la Iglesia y su dimisión del estado clerical es permanente. Tras el proceso canónico, McCarrick fue encontrado culpable y  se le impuso la pena de retirada del estado clerical, perdiendo su condición de sacerdote convirtiéndose en el religioso de más alto rango expulsado del sacerdocio por pederastia.

#### Informe del Vaticano
El 6 de octubre de 2018, el papa Francisco autorizó a los archivos del Vaticano a realizar un "estudio exhaustivo" en relación con cómo McCarrick logró ascender en las filas de la Iglesia a pesar de los informes de que se había acostado no solo con seminaristas, sino también con jóvenes sacerdotes. El documento final de dicha investigación dirigida por la Secretaría de Estado, publicado el 10 de noviembre de 2020, fue un extenso reporte de 450 páginas (en idioma italiano e inglés) sobre el “conocimiento institucional y la toma de decisiones” respecto a McCarrick y su carrera clerical. Según el director editorial del Dicasterio para las Comunicaciones, Andrea Tornielli : "El Informe, por su extensión y contenido, responde puntualmente al compromiso asumido por el Papa Francisco de investigar a fondo el caso McCarrick y de publicar los resultados de la investigación. El Informe representa también un acto de solicitud y cuidado pastoral del Papa hacia la comunidad católica estadounidense, herida y desconcertada por el hecho que McCarrick haya podido llegar a ocupar roles tan altos en la jerarquía." Sin embargo justifica su ascenso en la carrera eclesiástica no por sus delitos sino por ser "un prelado de considerable inteligencia y preparación, capaz de tejer muchas relaciones tanto en el ámbito político como en el interreligioso".  La investigación concluye que los papas Juan Pablo II y Benedicto XVI no tomaron medidas al respecto, siendo Francisco el primero en actuar a raíz de la denuncia en junio de 2017 por abusos a un menor ocurridos cuarenta años atrás. Tal y como reza el texto del informe: «La Santa Sede actuó sobre la base de información parcial e incompleta. Desgraciadamente, se cometieron omisiones y subestimaciones, se tomaron decisiones que después se evidenciaron equivocadas».
En 1999, Juan Pablo II informó al cardenal John O'Connor que estaba considerando nombrar a McCarrick Arzobispo de Washington, a lo que O'Connor expresó su preocupación comunicándose con el nuncio apostólico Gabriel Montalvo debido a que sabía de acusaciones de mala conducta de McCarrick. En octubre de ese año, O'Connor escribió una carta a Montalvo con sus preocupaciones sobre McCarrick, afirmando que era bien sabido entre el clero de la arquidiócesis de Newark que compartía la cama con varones. Dicha carta fue remitida a la Congregación para los Obispos y a la Secretaría de Estado, llegando a Giovanni Battista Re y Juan Pablo II. A petición del papa, Re consultó con Agostino Cacciavillan, quien era nuncio en Estados Unidos cuando surgieron muchas de las acusaciones contra McCarrick. Cacciavillan pone en duda seriamente las preocupaciones de O'Connor, afirmando que fueron solo rumores. Re, a petición del papa, escribió a Montalvo para que investigue las acusaciones contra McCarrick, investigación que concluyó en junio de 2000 que las acusaciones contra McCarrick «no están definitivamente probadas ni son completamente infundadas». Montalvo envió sus hallazgos a Re, quien concluyó junto con el papa en julio de 2000 que no sería prudente promover a McCarrick a Washington. Al mes siguiente, el propio McCarrick escribió una carta al secretario de Juan Pablo II para decirle que había sido informado sobre la carta de O'Connor y negó vehementemente las acusaciones:

“Su Excelencia, es cierto que he cometido errores y que a veces he faltado a la prudencia, pero en mis 70 años de vida, jamás he tenido relaciones sexuales con ninguna persona, hombre o mujer, joven o anciano, clérigo o laico, ni he abusado de otra persona ni la he tratado con falta de respeto... Si entiendo las acusaciones que el cardenal O'Connor pudo haber hecho, son falsas”.

Juan Pablo II quedó convencido por la carta de McCarrick y ambos se reunieron en el Vaticano en octubre de 2000, nombrando a McCarrick arzobispo de Washington en noviembre de ese año.  El informe de 2020 del Vaticano criticó a Juan Pablo II por este motivo, aunque sugirió que el papa pudo haber estado cegado por su propia experiencia en la Polonia comunista, donde las autoridades a veces lanzaban acusaciones falsas contra los obispos para tratar de dañar la reputación de la iglesia.

### Procesos judiciales en Estados Unidos
En enero de 2021 se abrió una investigación judicial penal en Estados Unidos contra McCarrick por actos presuntamente cometidos en los años 70. La víctima, un varón de 16 años de edad en el momento de los hechos, lo acusa de haberle manoseado y violado hasta en cuatro estados (en una de las ocasiones, en la boda de su hermano en Massachusets). «Me acariciaba mientras rezaba oraciones para que me sintiera santo», afirma el informe preliminar del caso. La policía de Wellesley le acusa de atentado contra el pudor y agresión a un menor, y según la denuncia el entonces sacerdote habría aprovechado su amistad con la familia para abusar del joven desde su infancia. A diferencia de todas las denuncias anteriores por abusos, prescritas y archivadas por referirse a hechos ocurridos entre las décadas de los 70 y 90, en este caso el plazo de prescripción se interrumpió cuando el excardenal abandonó Massachusetts. McCarrick es el primer alto cargo de la Iglesia católica estadounidense en enfrentar cargos criminales por abusos sexuales.
McCarrick ha sido denunciado en numerosas ocasiones en los Estados Unidos por abusos sexuales. Una presunta víctima, que demandó judicialmente al religioso en julio de 2020, lo acusa también de liderar un "grupo sexual" formado por sacerdotes con el fin de abusar de menores a su cargo. El 16 de septiembre de 2021 McCarrick fue demandado por presuntos "contactos sexuales indebidos" con un joven entre 1982 y 1985, cuando aquel era obispo de Metuchen. Esta diócesis ya llegó a un acuerdo compensatorio con otra presunta víctima, respecto a acusaciones de abusos por parte de McCarrick a un seminarista, según reveló The New York Times en julio de 2018. Un mes antes, la arquidiócesis de Nueva York daba «credibilidad» a una acusación de hace décadas contra McCarrick por abusos sexuales. El 22 de noviembre de 2021, el exsacerdote Michael Reading demandaba asimismo a McCarrick y a la arquidiócesis de Newark por presuntos abusos sexuales sufridos poco después de haber sido ordenado sacerdote por el mismo McCarrick en los años 80; debido al trauma provocado por estos abusos, el denunciante abandonó el sacerdocio. El 16 de abril de 2023, McCarrick fue acusado de agresión sexual en cuarto grado por un incidente ocurrido en abril de 1977 cerca de Lake Geneva, Wisconsin. McCarrick presuntamente abusó de la víctima durante un tiempo, incluso en la residencia del lago Geneva, donde le acarició los genitales.

#### Últimos años
McCarrick se mudó de Kansas en 2020 y se trasladó al Centro de Renovación Vianney en Dittmer, Misuri.
En 2023, un tribunal de Massachusetts declaró a McCarrick incompetente para ser juzgado por abuso sexual debido a que «sus déficits cognitivos progresivos e irreparables le impiden consultar con un abogado de forma significativa o participar eficazmente en su propia defensa».  En 2024, se informó que McCarrick padecía demencia, lo que resultó en la suspensión de un proceso penal en su contra en Wisconsin. Bajo la orden de un juez, dicho caso de agresión sexual contra el ex cardenal permanecerá suspendido hasta que el clérigo secularizado muera.
Theodore McCarrick falleció el 3 de abril de 2025 a los 94 años en un centro de enfermería en Misuri, adonde se había mudado poco antes de su fallecimiento. Tras su muerte, los funcionarios católicos ofrecieron sus condolencias a sus víctimas, reconociendo que nunca se hizo justicia por las acciones de McCarrick.

## Títulos honoríficos
McCarrick recibió al menos 35 títulos honoríficos. Muchos de estos títulos ya fueron revocados o están siendo considerados para su revocación.